# Coccinia longicarpa
Coccinia longicarpa là một loài thực vật có hoa trong họ Cucurbitaceae. Loài này được Jongkind mô tả khoa học đầu tiên năm 2004.